# Hypselotriton fudingensis
Hypselotriton fudingensis es una especie de anfibios de la familia Salamandridae.

## Distribución geográfica
Es endémica de la provincia de Fujian (China).